# ناكاميغورو

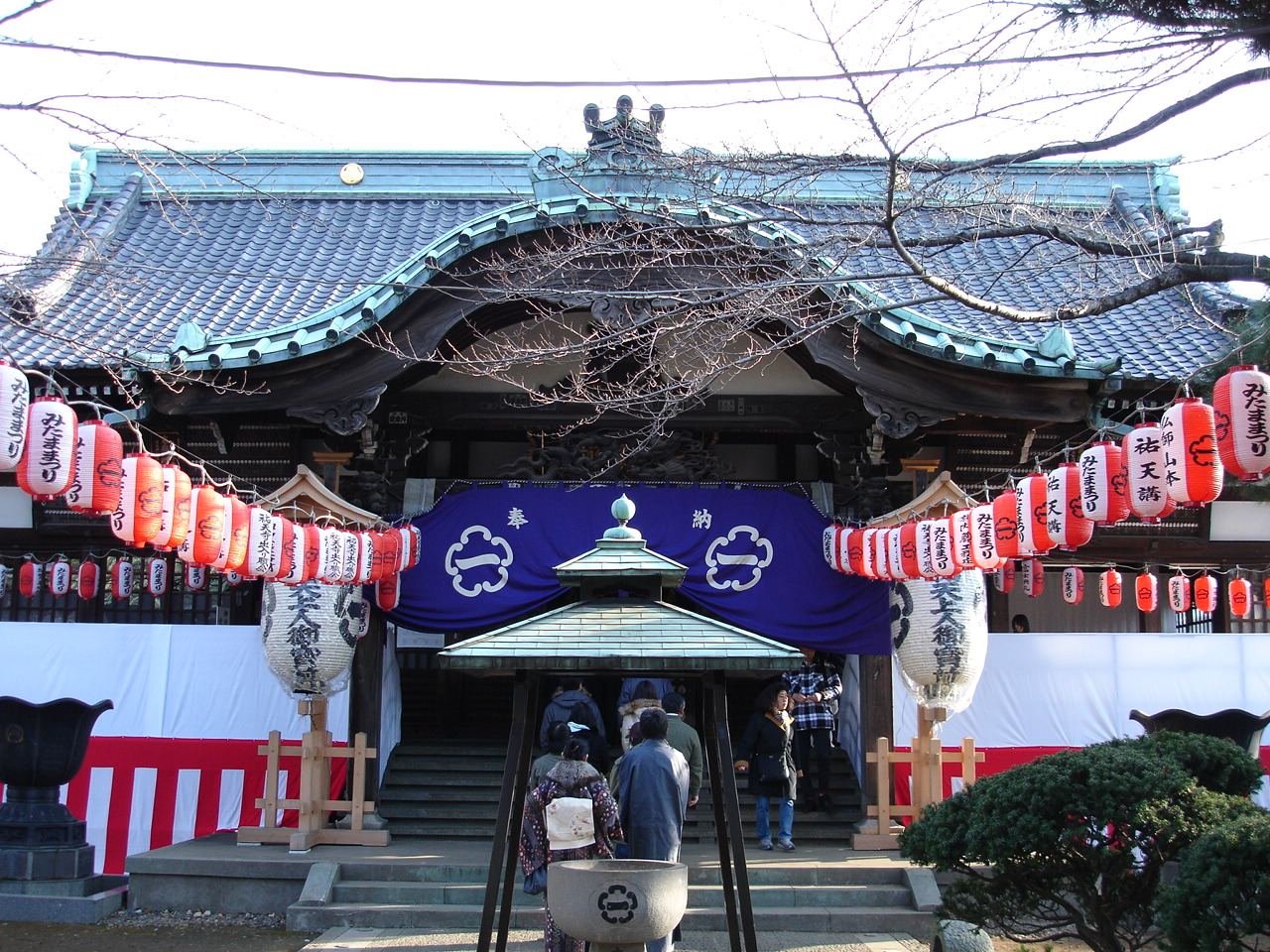
ناكاميغورو

ناكاميغورو (باليابانية: 中目黒) (بالإنجليزية: Nakameguro)‏ ، هي منطقة صغيرة هادئة في مدينة ميغورو التابعة لمحافظة طوكيو ، بنيت البلدة سنة 1718م وكانت من أشهر معالم المنطقة هي معبد البوذية التي تقع على الجزء الشرقي من ناكاميغورو.